# 地大动物科
地大动物科（学名：Didazoonidae）是古蟲動物亞門中的一科，包括四個物種，分別為郝氏地大動物、奧德里奇島泳蟲、具腹圆口虫和宏大俞元蟲。全長約 2 至 20公分。生活於寒武紀早期，化石發現自澄江化石地、澳大利亚。

## 下级分类
本科包括以下属：
- †地大動物屬 Didazoon Shu & Han, 2001[1]，属名以中国地质大学命名
- †島泳蟲屬 Nesonektris García-Bellido, Lee, Edgecombe, Jago, Gehling & Paterson, 2014
  - †Nesonektris aldridgei García-Bellido, Lee, Edgecombe, Jago, Gehling & Paterson, 2014
- †圆口虫屬 Pomatrum Luo & Hu, 1999[2]，也称西大动物属（Xidazoon），属名以西北大学命名
  - †Xidazoon stephanus Shu et al., 1999
- †俞元蟲屬 Yuyuanozoon Chen, Feng & Zhu, 2003